# Алмашу-Маре (Алба)
Алмашу-Маре (рум. Almașu Mare) — село у повіті Алба в Румунії. Адміністративний центр комуни Алмашу-Маре.
Село розташоване на відстані 296 км на північний захід від Бухареста, 34 км на захід від Алба-Юлії, 83 км на південний захід від Клуж-Напоки.

## Населення
За даними перепису населення 2002 року у селі проживали 669 осіб. Усі жителі села рідною мовою назвали румунську.
Національний склад населення села:
| Національність | Кількість осіб | Відсоток |
| -------------- | -------------- | -------- |
| румуни         | 646            | 96,6%    |
| цигани         | 23             | 3,4%     |